# Torsten Törngren

Thulinverken 1915 och 1923.

Torsten Hjalmar Törngren, född 10 juli 1890 i Köpings stadsförsamling,död 27 augusti 1968 i Stocksund i Danderyds församling, var en svensk civilingenjör.
Efter studenten i Västerås 1910 tog han civilingenjörsexamen vid Kungliga Tekniska högskolan 1914 och fick anställning på Svenska Stålpressnings AB i Olofström. Sedan kom han till torpeddepartementet vid Karlskrona örlogsvarv varefter han blev chef för provningsavdelningen vid Thulinverken i Landskrona 1916–1920. Han återvände sedan till flottan, flyttade till Stockholm och blev miningenjör och marindirektör av 2:a graden (med kommendörkaptens av 1. gr. tjänsteklass) vid Mariningenjörkåren.
Törngren var sedan 1919 gift med Eva Frost, dotter till läderfabrikör Lars Frost i Landskrona. Han blev riddare av Vasaorden 1936. Makarna Törngren är begravda på Danderyds kyrkogård.